# Campionati del mondo di ciclismo su pista 2009
I Campionati del mondo di ciclismo su pista 2009 (en.: 2009 UCI Track World Championships) si svolsero a Pruszków, in Polonia, tra il 26 ed il 29 marzo.

## Organizzazione
I campionati del mondo di ciclismo su pista 2009 furono i primi ad essere organizzati in Polonia. Le prove ebbero luogo sulla pista della BGŻ Arena di Pruszków, che già aveva ospitato i campionati europei di ciclismo su pista nel settembre 2008.
Si disputarono diciannove competizioni, dieci maschili e nove femminili. L'omnium femminile figurava per la prima volta nel programma del campionato del mondo. L'americana rimase così l'unica disciplina a non rientrare nel programma femminile.

## Eventi
Mercoledì 25 marzo
- 18:30-19:35 500 metri a cronometro femminile
- 20:05-20:50 Corsa a punti 40 km maschile
- 20:50-21:05 Inseguimento individuale femminile
- 21:25-21:35 Velocità a squadre maschile

Giovedì 26 marzo
- 19:15-19:45 Scratch 15 km maschile
- 20:10-20:20 Velocità a squadre femminile
- 20:20-20:35 Inseguimento individuale maschile
- 20:45-21:00 Inseguimento a squadre femminile
- 21:10-21:30 Keirin maschile

Venerdì 27 marzo
- 19:15-20:25 Chilometro a cronometro maschile
- 20:55-21:15 Scratch 10 km femminile
- 21:15-21:30 Inseguimento a squadre maschile

Sabato 28 marzo
- 19:25-21:25 Velocità femminile
- 19:35-20:30 Americana
- 20:55-21:20 Omnium femminile

Domenica 29 marzo
- 14:55-15:05 Keirin femminile
- 15:05-16:40 Velocità maschile
- 15:15-15:45 Corsa a punti 25 km femminile
- 16:10-16:35 Omnium maschile

## Medagliere
| Pos.   | Nazione       | Oro | Argento | Bronzo | Totale |
| ------ | ------------- | --- | ------- | ------ | ------ |
| 1      | Australia     | 4   | 4       | 2      | 10     |
| 2      | Francia       | 3   | 2       | 1      | 6      |
| 3      | Gran Bretagna | 2   | 4       | 3      | 9      |
| 4      | Danimarca     | 2   | 1       | 0      | 3      |
| 5      | Germania      | 2   | 0       | 1      | 3      |
| 6      | Nuova Zelanda | 1   | 1       | 1      | 3      |
| 7      | Cuba          | 1   | 1       | 0      | 2      |
| 7      | Stati Uniti   | 1   | 1       | 0      | 2      |
| 9      | Lituania      | 1   | 0       | 3      | 4      |
| 10     | Cina          | 1   | 0       | 0      | 1      |
| 10     | Italia        | 1   | 0       | 0      | 1      |
| 12     | Canada        | 0   | 2       | 0      | 2      |
| 13     | Paesi Bassi   | 0   | 1       | 4      | 5      |
| 14     | Malaysia      | 0   | 1       | 1      | 2      |
| 15     | Argentina     | 0   | 1       | 0      | 1      |
| 16     | Austria       | 0   | 0       | 1      | 1      |
| 16     | Belgio        | 0   | 0       | 1      | 1      |
| 16     | Rep. Ceca     | 0   | 0       | 1      | 1      |
| Totale | Totale        | 19  | 19      | 19     | 57     |

## Podi
| Evento                            | Oro                                                                                 | Prestazione | Argento                                                         | Prestazione | Bronzo                                                           | Prestazione |
| Uomini                            |                                                                                     |             |                                                                 |             |                                                                  |             |
| Chilometro a cronometro dettagli  | Stefan Nimke Germania                                                               | 1'00"666    | Taylor Phinney Stati Uniti                                      | 1'01"611    | Mohd Rizal Tisin Malaysia                                        | 1'01"658    |
| Keirin dettagli                   | Maximilian Levy Germania                                                            |             | François Pervis Francia                                         |             | Teun Mulder Paesi Bassi                                          |             |
| Velocità dettagli                 | Grégory Baugé Francia                                                               |             | Azizulhasni Awang Malaysia                                      |             | Kévin Sireau Francia                                             |             |
| Velocità a squadre dettagli       | Francia Grégory Baugé Mickaël Bourgain Kévin Sireau                                 | 43"510      | Gran Bretagna Matthew Crampton Jason Kenny Jamie Staff          | 43"889      | Germania René Enders Robert Förstemann Stefan Nimke              | 43"912      |
| Inseguimento individuale dettagli | Taylor Phinney Stati Uniti                                                          | 4'17"631    | Jack Bobridge Australia                                         | 4'20"091    | Dominique Cornu Belgio                                           | 4'22"347    |
| Inseguimento a squadre dettagli   | Danimarca Michael Færk Christensen Casper Jørgensen Jens-Erik Madsen Alex Rasmussen | 3"58'246    | Australia Jack Bobridge Rohan Dennis Leigh Howard Cameron Meyer | 3'58"863    | Nuova Zelanda Westley Gough Peter Latham Marc Ryan Jesse Sergent | 4'00"248    |
| Corsa a punti dettagli            | Cameron Meyer Australia                                                             | 24          | Daniel Kreutzfeldt Danimarca                                    | 22          | Chris Newton Gran Bretagna                                       | 21          |
| Americana dettagli                | Danimarca Michael Mørkøv Alex Rasmussen                                             | 22          | Australia Leigh Howard Cameron Meyer                            | 2           | Rep. Ceca Martin Bláha Jiří Hochmann                             | 0           |
| Scratch dettagli                  | Morgan Kneisky Francia                                                              |             | Ángel Darío Colla Argentina                                     |             | Andreas Müller Austria                                           |             |
| Omnium dettagli                   | Leigh Howard Australia                                                              | 19          | Zachary Bell Canada                                             | 21          | Tim Veldt Paesi Bassi                                            | 24          |
| Donne                             |                                                                                     |             |                                                                 |             |                                                                  |             |
| 500m a cronometro dettagli        | Simona Krupeckaitė Lituania                                                         | 33"296      | Anna Meares Australia                                           | 33"796      | Victoria Pendleton Gran Bretagna                                 | 34"102      |
| Keirin dettagli                   | Guo Shuang Cina                                                                     |             | Clara Sanchez Francia                                           |             | Willy Kanis Paesi Bassi                                          |             |
| Velocità dettagli                 | Victoria Pendleton Francia                                                          |             | Willy Kanis Paesi Bassi                                         |             | Simona Krupeckaitė Lituania                                      |             |
| Velocità a squadre dettagli       | Australia Kaarle McCulloch Anna Meares                                              | 33"149      | Gran Bretagna Victoria Pendleton Shanaze Reade                  | 33"380      | Lituania Gintarė Gaivenytė Simona Krupeckaitė                    | 33"739      |
| Inseguimento individuale dettagli | Alison Shanks Nuova Zelanda                                                         | 3'29"807    | Wendy Houvenaghel Gran Bretagna                                 | 3'32"174    | Vilija Sereikaitė Lituania                                       | 3'33"583    |
| Inseguimento a squadre dettagli   | Gran Bretagna Elizabeth Armitstead Wendy Houvenaghel Joanna Rowsell                 | 3"22'720    | Nuova Zelanda Lauren Ellis Jaime Nielsen Alison Shanks          | 3'23"993    | Australia Ashlee Ankudinoff Sarah Kent Josephine Tomic           | 3'24"972    |
| Corsa a punti dettagli            | Giorgia Bronzini Italia                                                             | 18          | Yumari González Cuba                                            | 15          | Elizabeth Armitstead Gran Bretagna                               | 13          |
| Scratch dettagli                  | Yumari González Cuba                                                                |             | Elizabeth Armitstead Gran Bretagna                              |             | Belinda Goss Australia                                           |             |
| Omnium dettagli                   | Josephine Tomic Australia                                                           | 26          | Tara Whitten Canada                                             | 27          | Yvonne Hijgenaar Paesi Bassi                                     | 27          |